# Humeanismo
El humeanismo se refiere a la filosofía de David Hume y a la tradición de pensamiento inspirada por él. Hume fue un influyente filósofo escocés bien conocido por su enfoque empírico, que él aplicó a varios campos de la filosofía. En la filosofía de la ciencia, es notable por desarrollar la teoría de la regularidad de la causalidad, que en su forma más fuerte afirma que la causalidad no es más que la conjunción constante de ciertos tipos de eventos sin ninguna fuerza subyacente responsable de esta regularidad de conjunción. Esto está estrechamente relacionado con su tesis metafísica de que no hay conexiones necesarias entre entidades distintas. La teoría humeana de la acción define las acciones como el comportamiento corporal causado por estados y procesos mentales sin la necesidad de referirse a un agente responsable de ello. El lema de la teoría de la razón práctica de Hume es que "la razón es... esclava de las pasiones". Restringe la esfera de la razón práctica a la racionalidad instrumental sobre qué medios emplear para lograr un fin determinado. Pero niega a la razón un papel directo respecto a qué fines seguir. Un elemento central de la posición de Hume en la metaética es la distinción entre ser y deber. Establece que las oraciones del ser, que se refieren a hechos sobre el mundo natural, no implican oraciones del deber, que son afirmaciones morales o evaluativas sobre lo que debe hacerse o lo que tiene valor. En la filosofía de la mente, Hume es bien conocido por su desarrollo de la teoría del haz del yo (bundle theory of the self).  Afirma que el yo debe entenderse como un haz de estados mentales y no como una sustancia que actúa como portadora de estos estados, como es la concepción tradicional. Muchas de estas posiciones fueron motivadas inicialmente por la perspectiva empírica de Hume. Enfatiza la necesidad de fundamentar las propias teorías en la experiencia y reprocha a las teorías opuestas por no hacerlo. Pero muchos filósofos de la tradición humeana han ido más allá de estas restricciones metodológicas y han sacado varias conclusiones metafísicas de las ideas de Hume.

## Causalidad y necesidad
La causalidad suele entenderse como una relación entre dos eventos en la que el evento anterior es responsable de provocar o hacer necesario el evento posterior. El relato de Hume de la causalidad ha sido influyente. Su primera cuestión es cómo categorizar las relaciones causales. En su opinión, pertenecen o a relaciones de ideas o a cuestiones de hecho. Esta distinción se conoce como el tenedor de Hume. Las relaciones de ideas implican conexiones necesarias que son conocibles a priori independientemente de la experiencia. Las cuestiones de hecho, por otro lado, se refieren a proposiciones contingentes sobre el mundo conocible solo a posteriori a través de la percepción y la memoria. Las relaciones causales entran en la categoría de cuestiones de hecho, según Hume, ya que es concebible que no se obtengan, lo que no sería el caso si fueran necesarias. Para la perspectiva empirista de Hume, esto significa que las relaciones causales deben estudiarse atendiendo a la experiencia sensorial. El problema con esto es que la relación causal en sí nunca se observa de esta manera. A través de la percepción visual, por ejemplo, podemos saber que primero se lanzó una piedra en dirección a una ventana y que, enseguida, la ventana se rompió. Pero no vemos directamente que el lanzamiento causó la rotura. Esto lleva a la conclusión escéptica de Hume: que, estrictamente hablando, no sabemos que una relación causal estuvo involucrada. En cambio, simplemente lo asumimos basándonos en experiencias anteriores que tenían cadenas de eventos muy similares como contenido. Esto resulta en un hábito de esperar el evento posterior dada la impresión del anterior. En el nivel metafísico, esta conclusión a menudo se ha interpretado como la tesis de que la causalidad no es más que una conjunción constante de ciertos tipos de eventos. Esto a veces se denomina "teoría simple de la regularidad de la causalidad".
Una tesis metafísica estrechamente relacionada se conoce como el dictum de Hume (Hume's dictum): "no hay objeto que implique la existencia de ningún otro si consideramos estos objetos en sí mismos". Jessica Wilson ofrece la siguiente formulación contemporánea: "no hay conexiones metafísicamente necesarias entre entidades totalmente distintas e intrínsecamente tipadas". La intuición de Hume que motiva esta tesis es que, aunque la experiencia nos presenta ciertas ideas de varios objetos, también podría habernos presentado ideas muy diferentes. Así, cuando percibo un pájaro en un árbol, también podría haber percibido un pájaro sin un árbol o un árbol sin un pájaro. Esto es así porque sus esencias no dependen la una de la otra. Los seguidores e intérpretes de Hume a veces han utilizado el dictum de Hume como el fundamento metafísico de la teoría de la causalidad de Hume. Según este punto de vista, no puede haber ninguna relación causal en un sentido robusto, ya que esto implicaría que un evento hace que otro evento sea necesario, lo cual está prohibido por el dictum de Hume.
El dictum de Hume ha sido empleado en varios argumentos en la metafísica contemporánea. Se puede utilizar, por ejemplo, como argumento contra el necesitarianismo nomológico, la opinión de que las leyes de la naturaleza son necesarias, es decir, son las mismas en todos los mundos posibles. Ello se ejemplifica en el caso de sal que se deja caer en un vaso de agua y que posteriormente se disuelve. Esto puede describirse como una serie de dos eventos, un evento de caída y otro de disolución. Los necesitarianistas sostienen que todos los mundos posibles con el evento de caída también contienen un evento de disolución subsiguiente. Pero los dos eventos son entidades distintas, por lo que, según el dictum de Hume, es posible tener un evento sin el otro. David Lewis sigue esta línea de pensamiento al formular su principio de recombinación: "cualquier cosa puede coexistir con cualquier otra cosa, al menos siempre que ocupen posiciones espaciotemporales distintas. Del mismo modo, cualquier cosa puede no coexistir con cualquier otra cosa". Combinada con la suposición de que la realidad consiste en el nivel más fundamental de nada más que una distribución espacio-temporal de propiedades naturales locales, esta tesis se conoce como "superveniencia humeana". Afirma que las leyes de la naturaleza y las relaciones causales simplemente sobrevienen en esta distribución. Una aplicación aún más amplia es usar el dictum de Hume como axioma de modalidad para determinar qué proposiciones o mundos son posibles con base en la noción de recombinación.
No todos los intérpretes están de acuerdo en que la perspectiva metafísica reduccionista sobre la causalidad de la tradición humeana presentada en los últimos párrafos refleje realmente la propia posición de Hume. Algunos argumentan en contra del aspecto metafísico que la visión de Hume sobre la causalidad permanece dentro del campo de la epistemología como una posición escéptica sobre la posibilidad de conocer las relaciones causales. Otros, a veces denominados "New Hume tradition", rechazan el aspecto reductivo al sostener que Hume era, a pesar de su perspectiva escéptica, un realista robusto sobre la causalidad.

## Teoría de la acción
Las teorías de la acción tratan de determinar qué son las acciones, específicamente sus características esenciales. Una característica importante de las acciones, que las diferencia del mero comportamiento, es que son intencionales o guiadas por una idea. A este respecto, el análisis de Hume de acciones enfatiza el papel de las facultades y estados psicológicos, como el razonamiento, la sensación, la memoria y la pasión. Es característico de su perspectiva que logra definir la acción sin referencia a un agente. La agencia surge, en cambio, de estados y procesos psicológicos como creencias, deseos y deliberaciones. Algunas acciones se inician al concluir una deliberación explícita sobre qué curso de acción tomar. Pero para muchas otras acciones no es así. Hume infiere de ello que los "actos de la voluntad" no son un requisito necesario para las acciones.
El filósofo de la acción más destacado de la tradición humeana es Donald Davidson. Siguiendo a Hume al definir las acciones sin referencia a un agente, sostiene que las acciones son movimientos corporales causados por intenciones. Las intenciones mismas se explican en términos de creencias y deseos. Por ejemplo, la acción de pulsar un interruptor de luz se basa, por un lado, en la creencia del agente de que este movimiento corporal encendería la luz y, por otro lado, en el deseo de tener luz. Según Davidson, no es solo el comportamiento corporal lo que cuenta como acción, sino también las consecuencias que se derivan de él. Por lo tanto, el movimiento del dedo que acciona el interruptor forma parte de la acción, así como los electrones que se mueven a través del cable y la bombilla que se enciende. Algunas consecuencias están incluidas en la acción, aunque el agente no haya tenido la intención de que se produzcan. Es suficiente que lo que el agente hace "pueda describirse bajo un aspecto que lo haga intencional". Así, por ejemplo, si al pulsar el interruptor de la luz se alerta al ladrón, entonces alertar al ladrón forma parte de las acciones del agente.
Una objeción importante a la teoría de Davidson y teorías humeanas similares se centra en el papel central asignado a la causalidad al definir la acción como un comportamiento corporal causado por la intención. El problema se ha denominado cadenas causales desviadas. Una cadena causal es desviada si la intención hizo que su objetivo se realizara, pero de una manera muy inusual que no se pretendía, por ejemplo, porque las habilidades del agente no se ejercen de la manera planificada. Por ejemplo, un escalador forma la intención de matar al escalador debajo de él al soltar la cuerda. Una cadena causal desviada sería que, en lugar de abrir la mano que sujetaba la cuerda intencionadamente, la intención hace que el primer escalador se ponga tan nervioso que la cuerda le escapa de la mano y, por lo tanto, conduce a la muerte del otro escalador. Davidson aborda este tema al excluir casos de causalidad desviada de su relato porque no son ejemplos de comportamiento intencional en sentido estricto. Así, el comportamiento corporal solo constituye una acción si fue causado por intenciones de la manera correcta. Pero esta respuesta ha sido criticada debido a su vaguedad, ya que precisar lo que significa "manera correcta" ha resultado bastante difícil.

## Razón práctica
El lema de la teoría de la razón práctica de Hume es que "la razón es ... esclava de las pasiones". Expresa la idea de que la función de la razón práctica es encontrar los medios para realizar fines predeterminados. Importante para esta cuestión es la distinción entre medios y fines. Los fines se basan en deseos intrínsecos, que se refieren a cosas deseadas por su propia causa o valiosas en sí mismas. Los medios, por otro lado, se basan en deseos instrumentales que quieren algo por el bien de otra cosa y, por lo tanto, dependen de otros deseos. Entonces, desde este punto de vista, la razón práctica trata de cómo conseguir algo, pero no se preocupa por lo que debe conseguirse. Lo que debe conseguirse está determinado por los deseos intrínsecos del agente. Esto puede variar mucho de una persona a otra, ya que cada persona desea cosas muy diferentes.
En la filosofía contemporánea, la teoría de la razón práctica de Hume suele entenderse en términos de normas de racionalidad. Por un lado, es la tesis de que debemos estar motivados para emplear los medios necesarios para los fines que tenemos. No hacerlo sería irracional. Expresada en términos de razones prácticas, afirma que si un agente tiene una razón para realizar un fin, esta razón se transmite del fin a los medios, es decir, el agente también tiene una razón derivada para emplear los medios. Esta tesis rara vez se impugna, ya que parece bastante intuitiva. No seguir este requisito es una forma de error, no solo cuando se juzga desde una perspectiva externa, sino incluso desde la propia perspectiva del agente: el agente no puede alegar que no le importa porque ya tiene un deseo por el fin correspondiente.
Por otro lado, el humeanismo contemporáneo sobre la razón práctica incluye la afirmación de que solo nuestros deseos determinan qué razones iniciales tenemos. Así, tener el deseo de nadar en la playa proporciona al agente una razón para hacerlo, lo que a su vez le proporciona una razón para viajar a la playa. Desde este punto de vista, si el agente tiene este deseo no es una cuestión de ser racional o no. La racionalidad solo requiere que un agente que quiera nadar en la playa esté motivado para viajar allí. Esta tesis ha resultado muy controvertida. Algunos han argumentado que los deseos no proporcionan razones en absoluto, o solo en casos especiales. Esta posición a menudo se combina con una visión externalista de la racionalidad: que las razones no provienen de los estados psicológicos del agente, de hechos objetivos sobre el mundo, por ejemplo, de lo que sería objetivamente mejor. Esto se refleja, por ejemplo, en la opinión de que algunos deseos son malos o irracionales y pueden ser criticados por estas razones. Según esta posición, estados psicológicos como los deseos pueden ser razones motivacionales, que mueven al agente, pero no razones normativas, que determinan lo que debe hacerse. Otros permiten que los deseos proporcionen razones en el sentido relevante, pero niegan que solo los deseos desempeñen este papel. Por lo tanto, puede haber otros estados o procesos psicológicos, como las creencias evaluativas o la deliberación, que también determinan lo que debemos hacer. Esto puede combinarse con la tesis de que la razón práctica tiene algo que decir sobre qué fines debemos seguir, por ejemplo, al tener un impacto en estos otros estados o en los deseos directamente.
Una disputa común entre humeanos y antihumeanos en el campo de la razón práctica se refiere al estatus de la moralidad. Los antihumeanos suelen afirmar que todo el mundo tiene una razón para ser moral. Pero esto parece ser incompatible con la posición humeana, según la cual las razones dependen de los deseos y no todos tienen el deseo de ser morales. Esto plantea la siguiente amenaza: puede llevar a casos en los que un agente simplemente justifica sus acciones inmorales señalando que no tenía ningún deseo de ser moral. Una forma de responder a este problema es establecer una clara distinción entre racionalidad y moralidad. Si la racionalidad tiene que ver con lo que debe hacerse según la propia perspectiva del agente, entonces puede ser racional actuar inmoralmente en los casos en que el agente carece de deseos morales. Tales acciones están entonces racionalmente justificadas pero son inmorales. Sin embargo, es una cuestión controvertida si realmente existe tal brecha entre la racionalidad y la moralidad.

## Metaética
Un elemento central de la posición de Hume en la metaética es la distinción entre ser y deber. Se guía por la idea de que hay una diferencia importante entre las oraciones del ser, que se refieren a hechos sobre el mundo natural, y las oraciones del deber, que son afirmaciones morales o evaluativas sobre lo que debe hacerse o lo que tiene valor. El aspecto clave de esta diferencia es que oraciones del ser no implican oraciones del deber. Esto es importante, según Hume, porque este tipo de inferencia errónea ha sido una frecuente fuente de error en la historia de la filosofía. Con base en esta distinción, los intérpretes a menudo han atribuido a Hume varias tesis filosóficas relacionadas respecto a debates contemporáneos en la metaética. Una de estas tesis se refiere a la disputa entre el cognitivismo y el no cognitivismo. Los cognitivistas afirman que las oraciones del deber son aptas para la verdad (truth-apt), es decir, son verdaderas o falsas. En este sentido, se asemejan a las oraciones del ser, lo que es rechazado por los no cognitivistas. Algunos no cognitivistas niegan que las oraciones del deber tengan significado en absoluto. Pero el enfoque más común es explicar su significado de otras maneras. Los prescriptivistas tratan las oraciones del deber como prescripciones u órdenes, que tienen sentido sin tener un valor de verdad.  Los emotivistas, por otro lado, sostienen que las oraciones del deber simplemente expresan las actitudes emocionales del hablante en forma de aprobación o desaprobación. El debate entre el cognitivismo y el no cognitivismo se refiere al nivel semántico sobre el significado y el valor de verdad de oraciones. Se refleja en el nivel metafísico como la disputa sobre si los hechos normativos sobre lo que debería ser el caso son parte de la realidad, como afirman los realistas, o no, como sostienen los antirrealistas. Basado en la negación de Hume de que las oraciones del deber se refieren a hechos, se le suele interpretar como antirrealista. Pero algunos intérpretes de Hume han planteado varias dudas para etiquetarlo como antirrealista y no cognitivista.

## Teoría del haz del yo
En la filosofía de la mente, Hume es bien conocido por su desarrollo de la teoría del haz del yo. En sus análisis, utiliza los términos "yo", "mente" y "persona" como sinónimos. Niega la concepción tradicional, generalmente asociada con René Descartes, de que la mente está constituida por una sustancia o un alma inmaterial que actúa como portadora de todos sus estados mentales. La clave de la crítica de Hume a esta concepción proviene de su perspectiva empírica: que tal sustancia nunca se da como parte de nuestra experiencia. En cambio, la introspección solo muestra una variedad de estados mentales, a los que Hume se refiere como "percepciones". Para Hume, este hallazgo epistémico implica una conclusión Semántica: que las palabras "mente" o "yo" no pueden significar sustancia de estados mentales, sino que deben significar haz de percepciones. Esto es así porque, según Hume, las palabras se asocian con ideas y las ideas se basan en impresiones. Por lo tanto, sin impresiones de una sustancia mental, carecemos de la idea correspondiente. A menudo se interpreta que la teoría de Hume implica una afirmación ontológica sobre lo que realmente es el yo, que va más allá de la afirmación semántica sobre lo que significa la palabra "yo". Pero otros sostienen que esto constituye una interpretación errónea de Hume, ya que restringe sus afirmaciones al nivel epistémico y semántico.
Un problema para la teoría del haz del yo es cómo explicar la unidad del yo. Esto suele entenderse en términos de unidad diacrónica, es decir, cómo la mente se unifica consigo misma en diferentes momentos o cómo persiste a través del tiempo. Pero también puede entenderse en términos de unidad sincrónica, es decir, cómo en un momento específico, hay unidad entre los diferentes estados mentales que tiene el mismo sujeto. Una sustancia, a diferencia de una colección simple, puede explicar ambos tipos de unidad. Por ello, los haces no se equiparan con meras colecciones, con la diferencia de que los elementos agrupados están vinculados entre sí por una relación que suele denominarse "compresencia", "co-personalidad" o "co-conciencia" (compresence, co-personality, or co-consciousness).  Hume trató de entender esta relación en términos de semejanza y causalidad. Según su relato, dos percepciones pertenecen a la misma mente si son similares o se encuentran en las relaciones causales correctas entre sí. La versión particular de Hume de este enfoque generalmente se rechaza, pero hay varias otras propuestas sobre cómo resolver este problema compatibles con la teoría del haz. Incluyen explicar la unidad en términos de continuidad psicológica o verla como un aspecto primitivo de la relación de compresencia.